# Lídia Pujol
Lídia López Pujol (Barcelona, octubre del 1968), més coneguda amb el nom artístic de Lídia Pujol, és una cantautora en llengua catalana i castellana. Destaca per la interpretació de cançons populars catalanes i dels seus temes originals.

## Biografia
Lídia Pujol es va formar al Taller de Músics on va estudiar cant amb Xavier Garriga i Errol Woisky. Posteriorment va continuar al Col·legi del Teatre amb Ramon Llimox. Després d'anys d'experiència en la música tradicional ídix, medieval i popular, i d'haver actuat per Catalunya, Itàlia, França, Anglaterra i els Estats Units, irromp en l'escena musical catalana durant la dècada de 1990 formant duet amb la cantautora Sílvia Comes, publicant dos treballs en què musica poetes com Whitman, Cernuda, Ginsberg, Lorca o Prevert: Sílvia Comes & Lídia Pujol (Picap, 1998) i Al entierro de una hoja van dos caracoles (Picap, 2000).
Després de la dissolució del duo, presenta el seu primer disc en solitari, publica Iaie (2003), on interpreta cançons basades en poemes de Jacques Prévert i Federico García Lorca, a més de temes tradicionals de la cultura jiddisch i una cançó celta, Mná Na Héirann. En aquest disc profunditza en la recerca de l'emoció amb la veu més enllà del límit de la paraula.
Quatre anys més tard, el 2007, es publica el seu segon disc en solitari, Els amants de Lilith, produït per Josep Roig Boada a Temps Record. L'àlbum va ser nomenada dins de les vint millors produccions discogràfiques del Womex a l'any 2008. És un disc en directe, enregistrat el 30 de maig del 2007 a la Sala Tallers del Teatre Nacional de Catalunya. En aquest disc realitza un treball de camp en els territoris de parla catalana i dins de la seva música popular fa una selecció de peces que parlen de l'abús de poder. Conté música popular d'arreu dels Països Catalans, en la qual les dones són les protagonistes: dones ultratjades, dones que estimen fins a la mort, dones poderoses i dones dèbils. També hi ha un tema, El somiatruites, amb música i lletra d'Albert Pla.
Les seves col·laboracions amb artistes com ara Mayte Martín, Gerard Quintana, Dani Nel·lo, Roser Pujol, Jackson Browne. Dulce Pontes, Idir, Kepa Junkera, Brian Dunning (Nightnoise) o Miguel Poveda, l'han acostat a tots els vessants de la World Music. Ha compartit escenari i realitzat espectacles monogràfics sobre l'obra d'Allen Ginsberg i Josep Palau i Fabra, la de Maria Mercè Marçal i Jacques Prevert. Sobre les cançons i la poesia dels Trobadors Lais d'amor. Amb el grup de música antiga Ariodant, sobre la musica en la obra de Shakespeare. I formant el grup Terregada, cinc veus i un repertori sagnant amb Miquel Gil i Psalite, sobre el cançoner tradicional català.
Com a actriu ha participat, entre d'altres, en Morir de Sergi Belbel, L'òpera dels tres rals de Bertolt Brecht, sota la direcció de Calixto Bieito. Com a directora ha creat i interpretat, entre d'altres, els espectacles El Boulevard del crim presentat al Festival Grec de Barcelona, i juntament amb Lluís Llach i Albert Pla ha participat en l'espectacle Llits de Lluís Danès al Teatre Nacional de Catalunya.
Durant els anys 2007 i 2008 presenta l'espectacle Palau i Fabre, 90 anys, on ret homenatge a Josep Palau i Fabre. Al 2011 inicia el seu espectacle La Cerimònia de la Llum, interpretada en monestirs i catedrals d'arreu de Catalunya, on s'hi retroben les cançons de la tradició escrita, recollides en el Llibre Vermell de Montserrat, amb el repertori tradicional oral, les cançons bressol de tota la Mediterrània. El missatge dels seus valors abasta des de la convivència entre cultures i pobles fins a la necessitat d'una lectura actual de símbols religiosos i culturals.
L'estiu de 2012, a la Sala Muntaner, les “Converses singulars amb Lídia Pujol l'han portat a conversar amb una sèrie de personatges com ara Teresa Forcades i Mayte Martin, en un encontre en què la música i la paraula són les protagonistes.
Al 2014 va enregistrar el disc Mariam Matrem que acompanya al llibre d'Àngela Volpini La cualidad humana amb pròleg de Teresa Forcades.
L'any 2014 inicia el projecte Iter Luminis - Camí d'Identitat, amb el qual comença una gira per diferents espais emblemàtics catalans, tot unint història i música al patrimoni i a la gent de cada territori per crear una renovada tradició. Tant al disc com en directe, està acompanyada per El Cor de Vallferosa, nascut amb la voluntat de viure l'art, la cultura i l'emoció com a eines fonamentals en la construcció de la nova sensibilitat social.
L'any 2015 inicia una segona gira amb Iter Luminis. Treballs i Plaers d'Amor, una cerimònia musical i poètica que vol compartir amb el públic una mateixa orientació en el nucli de l'experiència de Teresa de Jesús, en diàleg amb la mística de Ramon Llull. El concert posa a l'abast del públic el procés d'humanització de l'ésser humà.
L'any 2017 publica el seu darrer disc i llibre-disc Iter Luminis. Un camí orientat, que vol deixar constància de tot el camí musical, artístic i experiencial fet per Lidia Pujol en els darrers anys (2010-2017), representat per tres espectacles: La Cerimònia de la Llum (Cd1), Camí d'Identitat (descàrrega digital) i Treballs i Plaers d'Amor (Cd2).
El juliol del 2018 va presentar el seu nou espectacle «Panikkar, poeta i fangador. Orient i occident sóc» al Mercat de les Flors en el marc del Festival Grec de Barcelona. Aquest espectacle forma part de la programació de l'Any Raimon Panikkar en commemoració del centenari del naixement del pensador. A l'abril de 2019 s'ha publicat una edició especial del llibre Iniciació als Veda de Raimon Panikkar amb el CD de l'espectacle «Panikkar, poeta i fangador», de Lídia Pujol. Des del maig de 2019 està disponible a la plataforma Filmin el vídeo de l'espectacle al Mercat de les Flors.
La versatilitat de Lídia Pujol queda palesa en els seus espectacles en viu i en les seves gravacions, on construeix una identitat pròpia, de marcat caràcter català a partir de la música tradicional ídix, cèltica, medieval, sefardita, flamenca, etc., i on la teatralitat, la interpretació i el compromís amb el missatge, són elements indissociables de la seva proposta musical.
L'any 2023 li va ser concedit el cinquè Premi Espai Ter de música en reconeixement de «la seva trajectòria musical i el seu compromís social». El premi dona suport a un projecte musical mitjançant la cessió d'espais de residència per a la preparació del projecte discogràfic, ajuts en l'enregistrament i edició i en l'estrena, que es fa a l'Espai Ter, i gira de presentació. El projecte premiat es titula «Babel» contindrà un recull de temes que Lídia Pujol ha interpretat al llarg de la seva carrera professional i també peces inèdites.